# Colius
Sous-famille
Genre
Colius est un genre d'oiseaux de la famille des Coliidae, endémique de l'écozone afrotropicale. Ce taxon est considéré par certains auteurs, comme l'unique genre de la sous-famille des Coliinae.

## Listes des espèces
D'après la classification de référence (version 2.2, 2009) du Congrès ornithologique international (ordre phylogénique) :
- Colius striatus – Coliou rayé
- Colius leucocephalus – Coliou à tête blanche
- Colius castanotus – Coliou à dos marron
- Colius colius – Coliou à dos blanc